# Östersundsloppet
Östersundsloppet är en skidskyttetävling i Östersund i Sverige. Loppet är öppet både för elit och motionärer.

### Fotnoter
1. ↑  Simon Hallström (9 mars 2013). ”Östersundsloppet”. Simon Hallström. Arkiverad från originalet den 8 april 2014. https://web.archive.org/web/20140408225030/http://www.simonhallstrom.se/2013/03/ostersundsloppet.html. Läst 7 april 2014.